# Giacomo Bazzan
Giacomo Bazzan (Vescovana, 13 de enero de 1950–Rovigo, 24 de diciembre de 2019) fue un deportista italiano que compitió en ciclismo en las modalidades de pista, especialista en las pruebas de persecución, y ruta.
Ganó tres medallas en el Campeonato Mundial de Ciclismo en Pista, en los años 1969 y 1971.

## Medallero internacional
| Campeonato Mundial | Campeonato Mundial    | Campeonato Mundial | Campeonato Mundial          |
| Año                | Lugar                 | Medalla            | Competición                 |
| ------------------ | --------------------- | ------------------ | --------------------------- |
| 1969               | Brno (Checoslovaquia) | Medalla de plata   | Persecución por equipos (A) |
| 1971               | Varese (Italia)       | Medalla de oro     | Persecución por equipos (A) |
| 1971               | Varese (Italia)       | Medalla de bronce  | Persecución individual (A)  |